# Euphrasia pinifolia
Euphrasia pinifolia är en snyltrotsväxtart som beskrevs av Jean Louis Marie Poiret. Euphrasia pinifolia ingår i släktet ögontröster, och familjen snyltrotsväxter. Inga underarter finns listade i Catalogue of Life.